# Polyphon Film- und Fernsehgesellschaft
Die Polyphon Film- und Fernsehgesellschaft AG ist eine Filmproduktionsgesellschaft mit Hauptsitz in Berlin.

## Geschichte
Das Unternehmen wurde 1885 von zwei Leipziger Fabrikingenieuren gegründet und entwickelte sich zu einem weltweit führenden Hersteller von Musikabspielgeräten. Neben Orchestrions (dem Polyphon Musikautomat), Schallplatten und der Schreibmaschine „Polyphon“ werden ab 1904 auch Automobile produziert (später als Dux-Automobil-Werke AG). Nach der Übernahme der Deutschen Grammophon-Gesellschaft erwarb das Unternehmen in den 20er Jahren eine Vormachtstellung im europäischen Musikgeschäft.
Nach der Verschmelzung der Unternehmen 1932 zur Deutschen Grammophon AG wurde der Name Polyphon zunächst als Platten-Label und später für ein Tochterunternehmen genutzt. Mit der nationalsozialistischen Machtübernahme wurden erhebliche Teile des Firmen-Repertoires als „entartet“ eingestuft.
1965 nahm die Polyphon Filmgesellschaft mbH mit dem bisherigen Gesellschafter Deutsche Grammophon und zwei weiteren Anteilseignern, Studio Hamburg und Gyula Trebitsch, ihre Geschäftstätigkeit wieder auf.
Die Produktionsfirma Polyphon Pictures ist eine 2016 gegründete und in Baden-Baden ansässige hundertprozentige Tochter der Polyphon Film- und Fernsehgesellschaft.

## Fernsehproduktionen (Auswahl)
- Familie Dr. Kleist (Das Erste)
- Das Traumschiff (ZDF)
- Florida Lady (ZDF)
- Pfarrer Braun (Das Erste)
- Stubbe – Von Fall zu Fall (ZDF)
- Tiere bis unters Dach (ARD / SWR)
- Neues aus Büttenwarder (NDR)
- Die Blaumänner (NDR)
- Familie Braun (ZDF)
- Der Bulle und das Landei (ARD / SWR)
- Die Schwarzwaldklinik (ZDF)
- Magda macht das schon! (RTL)
- Spätzle arrabbiata oder eine Hand wäscht die andere (SWR)